# Bonsoir Paris, bonjour l'amour
Pour plus de détails, voir Fiche technique et Distribution.
Bonsoir Paris, bonjour l'amour est un film franco-allemand réalisé par Ralph Baum et Hermann Leitner, sorti en 1957.

## Fiche technique
- Titre : Bonsoir Paris, bonjour l'amour
- Réalisateur : Ralph Baum et Hermann Leitner
- Scénario : Claude Accursi, Ralph Baum et Jean Ferry
- Dialogues : Claude Accursi et Jean Ferry
- Producteur : Louis Bernard-Lévy
- Directeur de production : Robert Florat
- Photographie : Michel Kelber
- Décors : Jean d'Eaubonne
- Costumes : Rosine Delamare, Paulette Coquatrix et Pierre Balmain
- Son : Raymond Gauguier
- Chorégraphie : Georges Reich
- Musique : Lothar Olias
- Montage : Claudine Bouché
- Société de production : Boréal Films
- Société de distribution : Deutsche London-Film Verleih
- Format : Eastmancolor  - 1,66:1 -  35 mm - son   Mono
- Pays de production :  France  Allemagne de l'Ouest
- Genre : Comédie romantique
- Durée :  93 minutes
- Date de sortie : 
  - France : 20 février 1957
  - Allemagne de l'Ouest : 14 décembre 1956

## Distribution
- Dany Robin : Annick Bornier
- Daniel Gélin : Georges Bornier
- Grethe Weiser  : Clémence
- Adrian Hoven : Paul Freitag
- Georges Reich : Maître de ballets
- Mara Lane : Maryse
- Jean-Paul Thomas : Jean-Claude
- Eddie Constantine : Eddie
- Daniel Ceccaldi